# 8709-es mellékút (Magyarország)
A 8709-es számú mellékút egy valamivel több, mint 5,5 kilométer hosszú, négy számjegyű országos közút Vas vármegye területén; Nagykölkedet köti össze a tőle keletre fekvő szomszédaival.

## Nyomvonala
A 8722-es útból ágazik ki, annak a 8+500-as kilométerszelvénye közelében, Egyházasrádóc Rádócújfalu településrésze és az azzal nyugat felől szinte teljesen összenőtt Rádóckölked határvonalán. Nyugat felé indul, első métereitől Rádóckölked főutcájaként haladva, települési neve is Fő utca; így halad végig Pusztarádóc, majd Kiskölked településrészek házai között. Nagyjából 2,5 kilométer után éri el a belterület nyugati szélét, 2,9 kilométer után pedig átlépi Nagykölked határát.
3,7 kilométer megtétele után éri el az út Nagykölked keleti szélét, majd a központban találkozik a 8707-es úttal, amely ott majdnem pontosan a 7. kilométerénél jár. Egészen rövid, kevesebb, mint 100 méternyi közös szakaszuk következik, ami után a 8709-es nyugat felé indul tovább, Csencsi utca néven. Nem sokkal ezután kilép a település házai közül és külterületen folytatódik, Szentpéterfa közigazgatási határszélét elérve pedig véget is ér; tovább egyenesen már csak önkormányzati útként folytatódik a Csencsbereki major nevű külterületi településrész és az ausztriai Nagysároslak (Moschendorf) felé.
Teljes hossza, az országos közutak térképes nyilvántartását szolgáló kira.gov.hu adatbázisa szerint 5,543 kilométer.

## Települések az út mentén
- Egyházasrádóc
- Rádóckölked
- Nagykölked
- (Szentpéterfa)